# Juan Ignacio Arrieta Ochoa de Chinchetru
Mons. Juan Ignacio Arrieta Ochoa de Chinchetru (* 10. dubna 1951 Vitoria) je španělský římskokatolický duchovní, biskup, sekretář Dikasteria pro legislativní texty a člen Opus Dei.

## Život
Narodil se 10. dubna 1951 ve Vitorii. Vstoupil k Opus Dei a na kněze byl vysvěcen 23. srpna 1977. Z Navarrské univerzity získal doktorát z kanonického práva a doktorát z právní vědy.
V letech 1984 až 1993 a 1995 až 1999 byl děkanem fakulty kanonického práva Papežské univerzity Svatého Kříže a ordinářem katedry právní církevní organizace. Od roku 2003 až 2008 byl děkanem a profesorem Institutu kanonického práva svatého Pia X. v Benátkách.
Od 3. dubna 2004 byl kanonistou Apoštolské penitenciárie.
Dne 15. února 2007 jej papež Benedikt XVI. jmenoval sekretářem Papežské rady pro výklad legislativních textů a 12. dubna 2008 titulárním biskupem z Civitate. Biskupské svěcení přijal 1. května 2008 z rukou kardinála Tarcisia Bertoneho a spolusvětiteli byli kardinál Agostino Vallini a arcibiskup Francesco Coccopalmerio.
Dne 24. června 2013 byl papežem Františkem jmenován koordinátorem Papežské komise Institutu pro náboženská díla, kterým byl do 22. května 2014.